# Rasol
Le rasol est une sorte de pot-au-feu roumain et moldave à base de viande, pommes de terre et de légumes, cuits ensemble. La viande peut être de la volaille (poulet, canard, oie ou dinde) ou encore de la viande de porc ou de bœuf. Le rasol est généralement servi avec du mujdei ou du raifort.

## Étymologie
Le mot rasol vient du nom d'un morceau de viande issue de la région du mollet qui est utilisé pour la préparation de ce ragoût.